# Алескеров, Намик Авяз оглы
Намик Авяз оглы Алескеров (азерб. Ələsgərov Namiq Əvəz oğlu; род. 3 февраля 1995, село Чилягир, Гусарский район, Азербайджан) — азербайджанский футболист, полузащитник клуба «Сабах» и сборной Азербайджана.

## Биография
Намик Алескеров родился в 1995 году в селе Чилягир, Гусарского района Азербайджана. По национальности лезгин. Обучался в 214-й средней школе города Гусар. Имеет двоих братьев.

## Клубная карьера

### Баку
Футболом начал заниматься в ФК «Шахдаг» Гусар. Далее перебрался в Баку, в клуб «Азери». Дебютировал в Премьер-лиге 11 мая 2012 года в матче против бакинского «Интера», выйдя на замену на 69-й минуте.
В сезоне 2012—2013 сыграл 2 матча.
Первый гол в Премьер-лиге забил 29 марта 2014 года в ворота «Симурга». В 15 матчах того сезона забил 2 гола.

### Карабах
Перешёл в агдамский клуб из-за того, что в «Баку» не выплачивали полгода зарплату.
Сезон 2014—2015 получился неоднозначным. Намик дебютировал в еврокубках. В игре группового этапа Лиги Европы против французского Сент-Этьена Алескеров вышел на замену на 70-й минуте. Алескеров провёл 5 матчей в групповом этапе ЛЕ. В рамках чемпионата страны принял участие в 18 играх и забил 1 мяч. 28 февраля 2015 года в игре с «Габалой» забил автогол. Это был единственный гол в матче.

### Аренда в Кяпаз
В составе Кяпаза в сезоне 2015—2016 забил 3 гола в 15 матчах. 14 февраля 2016 года забил гол в ворота своей бывшей команды — «Карабаха».

### Возвращение в Карабах
В 20 играх Премьер-лиги сезона 2016—2017 забил 2 гола. В активе Алескерова 3 матча в Лиге Европы. В 2 из них сыграл по 1 минуте (выходил на замену на 90-й минуте).

### Нефтчи
В 32 играх (чемпионат и кубок) сезона 2017—2018 Намик забил 6 голов и отдал 2 голевые передачи.
В сезоне 2018—2019 в 26 матчах Алескеров забил 4 мяча и отдал 4 голевые передачи.
Единственный гол сезона 2019—2020 года он забил в рамках 3-го раунда квалификации против «Бней Иегуда». В том сезоне Намик провёл 24 игры в чемпионате, кубке и Лиге Европы.
Сезон 2020—2021 года оказался пока самым удачным в карьере Алескерова. По итогам чемпионата Азербайджана Намиг с 19 голами в 26 играх был признан лучшим бомбардиром этого турнира. И начало оказалось как нельзя лучшим. В первой же встрече чемпионата (с «Сабаилом») он сделал дубль (голы на 16-й и 66-й минутах). Затем он отличился: в 3-м туре (забил «Карабаху»). В 5-м и 6-м турах от активных действий Алескерова пострадали «Сабаху» и «Кешля» соответственно. В 10-м туре он забивает «Габале». Второй раз два гола он забил в 12-м туре («Сабаху»). В дальнейшем он ещё четырежды отличался двумя забитыми голами за игру: 15-й тур — «Карабах», 19-й — «Кешля», 23-й — «Зиря» и 24-й — вновь «Сабах». И ещё 3 гола забил в трёх играх (один из — снова в ворота «Сабаха», а 2 — «Сабаилу»). Матчи, в которых Алескеров забивал голы, были в итоге выиграны (за исключением одной ничьи). В Кубке Азербайджана Намик сыграл 2 матча. В еврокубках (в квалификации Лиги Европы) принял участие в 2-х встречах.
Сезон 2021—2022 года вместе с бакинским «Нефтчи» Намиг начал с игр 1-го раунда квалификации Лиги чемпионов УЕФА. В двухматчевом противостоянии с тбилисским «Динамо» забил 2 гола (по мячу в каждой из встреч). Во 2-м раунде квалификации в игре против греческого «Олимпиакоса» на 22-й минуте получил «горчичник», а на 45-й минуте был заменён из-за травмы носа. В ответной игре участие не принимал.

### Бурсаспор
С августа 2021 года по июнь 2022 года выступал за команду «Бурсаспор», выступавшей в первой лиге чемпионата Турции. В составе данного клуба провёл 32 матча. Забил 6 голов и отдал 6 голевых передач. В рамках Кубка Турции принял участие в одной встрече.
По окончании сезона Алескеров покинул турецкий клуб в связи с тем, что «Бурсаспор» по итогам текущего сезона занял 16-е место и покинул первый дивизион чемпионата Турции. Согласно же регламенту, во втором дивизионе чемпионата Турции клубам запрещено иметь в своем составе легионеров.

### Сабах
С 1 июля 2022 года играет в клубе «Сабах». Соглашение рассчитано на 3 года.

## Статистика выступлений

### Клубная статистика
| Выступление      | Выступление        | Выступление      | Лига | Лига | Кубки | Кубки | Еврокубки | Еврокубки | Итого | Итого |
| Клуб             | Лига               | Сезон            | Игры | Голы | Игры  | Голы  | Игры      | Голы      | Игры  | Голы  |
| ---------------- | ------------------ | ---------------- | ---- | ---- | ----- | ----- | --------- | --------- | ----- | ----- |
| Баку             | Премьера-Лига      | 2011/12          | 1    | 0    | 0     | 0     | 0         | 0         | 1     | 0     |
| Баку             | Премьера-Лига      | 2012/13          | 3    | 0    | 0     | 0     | 0         | 0         | 3     | 0     |
| Баку             | Премьера-Лига      | 2013/14          | 11   | 1    | 2     | 0     | 0         | 0         | ?     | 1     |
| Баку             | Итого              | Итого            | 15   | 1    | 2     | 0     | 0         | 0         | 17    | 1     |
| Карабах          | Премьера-Лига      | 2014/15          | 18   | 1    | 0     | 0     | 5         | 0         | 23    | 1     |
| Карабах          | Премьера-Лига      | 2016/17          | 20   | 2    | 0     | 0     | 3         | 0         | 23    | 2     |
| Карабах          | Итого              | Итого            | 38   | 2    | 0     | 0     | 3         | 0         | 41    | 2     |
| Кяпаз→           | Премьера-Лига      | 2015/16          | 15   | 3    | 0     | 0     | 0         | 0         | 15    | 3     |
| Кяпаз→           | Итого              | Итого            | 15   | 3    | 0     | 0     | 0         | 0         | 15    | 3     |
| Нефтчи           | Премьера-Лига      | 2017/18          | 27   | 5    | 5     | 1     | 0         | 0         | 32    | 6     |
| Нефтчи           | Премьера-Лига      | 2018/19          | 23   | 3    | 2     | 1     | 1         | 0         | 26    | 4     |
| Нефтчи           | Премьера-Лига      | 2019/20          | 18   | 0    | 2     | 0     | 4         | 1         | 24    | 1     |
| Нефтчи           | Премьера-Лига      | 2020/21          | 26   | 19   | 2     | 0     | 2         | 0         | 30    | 19    |
| Нефтчи           | Премьера-Лига      | 2021/22          | 0    | 0    | 0     | 0     | 3         | 2         | 3     | 2     |
| Нефтчи           | Итого              | Итого            | 74   | 27   | 11    | 2     | 10        | 3         | 95    | 32    |
| Бурсаспор        | Первая лига Турции | 2021/2022        | 32   | 6    | 1     | 0     | 0         | 0         | 33    | 6     |
| Бурсаспор        | Итого              | Итого            | 32   | 6    | 1     | 0     | 0         | 0         | 33    | 6     |
| Сабах            | Премьера-Лига      | 2021/22          | 0    | 0    | 0     | 0     | 0         | 0         | 0     | 0     |
| Сабах            | Итого              | Итого            | 0    | 0    | 0     | 0     | 0         | 0         | 0     | 0     |
| Всего за карьеру | Всего за карьеру   | Всего за карьеру | 174  | 40   | 14    | 2     | 18        | 3         | 206   | 45    |

## Сборная

### U-17
Дебютный матч за юношескую сборную Азербайджана до 17 лет состоялся 22 октября 2010 года в отборочном матче Чемпионата Европы среди юношей до 17 лет между сборными Португалии и Азербайджана.

### U-19
Дебютировал в составе юношеской сборной Азербайджана до 19 лет 26 октября 2012 года в Загребе, в отборочном матче Чемпионата Европы среди футболистов до 19 лет, против сборной Исландии. Заменил на 72 минуте матча Джошгуна Диниева.
| №  | Дата            | Оппонент          | Счёт | Голы | Пасы | Карточки | Минуты | Соревнование             |
| -- | --------------- | ----------------- | ---- | ---- | ---- | -------- | ------ | ------------------------ |
| 1  | 28 марта 2015   | Мальта            | 2:0  | —    | 1    | —        | 22'    | Отбор ЧЕ-2016 (группа H) |
| 2  | 26 марта 2016   | Казахстан         | 0:1  | —    | —    | —        | 29'    | Товарищеский матч        |
| 3  | 3 июня 2016     | Канада            | 1:1  | —    | —    | —        | 57'    | Товарищеский матч        |
| 4  | 4 сентября 2016 | Сан-Марино        | 1:0  | —    | —    | —        | 21'    | Отбор ЧМ-2018 (группа С) |
| 5  | 8 октября 2016  | Норвегия          | 1:0  | —    | —    | —        | 25'    | Отбор ЧМ-2018 (группа С) |
| 6  | 11 октября 2016 | Чехия             | 0:0  | —    | —    | 35'      | 71'    | Отбор ЧМ-2018 (группа С) |
| 7  | 9 марта 2017    | Катар             | 2:1  | —    | —    | —        | 45'    | Товарищеский матч        |
| 8  | 10 июня 2017    | Северная Ирландия | 0:1  | —    | —    | —        | 13'    | Отбор ЧМ-2018 (группа С) |
| 9  | 1 сентября 2017 | Норвегия          | 0:2  | —    | —    | —        | 90'    | Отбор ЧМ-2018 (группа С) |
| 10 | 8 октября 2017  | Германия          | 1:5  | —    | —    | —        | 3'     | Отбор ЧМ-2018 (группа С) |
| 11 | 23 марта 2018   | Беларусь          | 0:1  | —    | —    | —        | 79'    | Товарищеский матч        |
| 12 | 27 марта 2018   | Македония         | 1:1  | —    | —    | —        | 70'    | Товарищеский матч        |
| 13 | 29 мая 2018     | Кыргызстан        | 3:0  | —    | —    | —        | 67'    | Товарищеский матч        |
| 14 | 5 июня 2018     | Казахстан         | 0:3  | —    | —    | —        | 27'    | Товарищеский матч        |
| 15 | 9 июня 2018     | Латвия            | 3:1  | —    | —    | —        | 75'    | Товарищеский матч        |
| 16 | 25 марта 2019   | Литва             | 0:0  | —    | —    | —        | 25'    | Товарищеский матч        |

Итого: сыграно матчей: 16 / забито голов: 0; победы: 6, ничьи: 4, поражения: 6.

## Достижения

### Командные
«Нефтчи»
- * Чемпион Азербайджана (1): 2020/2021

«Карабах»
- Чемпион Азербайджана (1): 2014/2015
- Обладатель Кубка Азербайджана (1): 2014/2015

«Баку»
- Обладатель Кубка Азербайджана (1): 2011/2012

### Личные
- Лучший бомбардир чемпионата Азербайджана: 19 (2020/2021)